# Richard Roeper

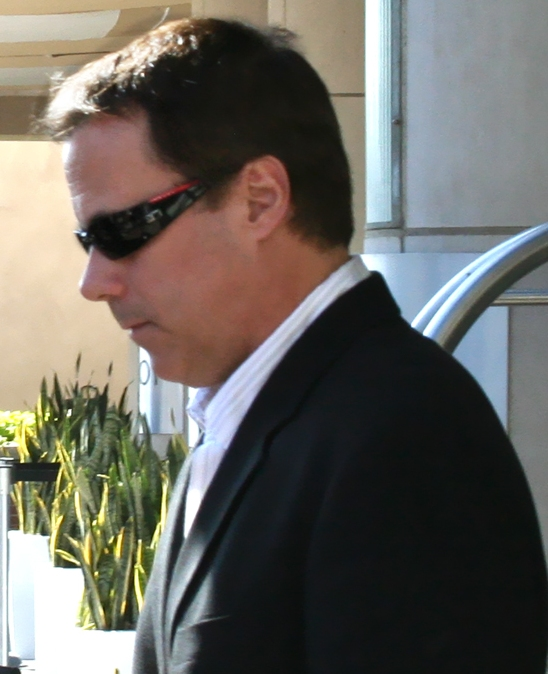
Richard Roeper 2006

Richard Roeper (* 27. Oktober 1959 in Chicago, Illinois) ist ein US-amerikanischer Journalist und Filmkritiker, der vor allem durch seine Zusammenarbeit mit Roger Ebert bekannt wurde.

## Leben
Roeper studierte an der Illinois State University und arbeitete seit 1987 als Journalist bei der Chicago Sun-Times. Daneben arbeitete er in den 1990er Jahren auch als Radioreporter für verschiedenen Stationen in Chicago, für seine Arbeit wurde er mit zwei Emmy-Awards ausgezeichnet.
Nach dem Tod von Gene Siskel 1999 wurde Roeper 2000 der neue Co-Moderator von Roger Ebert. Von 2006 bis 2008 führte Roeper alleine durch die nach wie vor Ebert & Roeper genannte Sendung, da Ebert gesundheitlich sehr angeschlagen war.

## Veröffentlichungen
- 1999: He Rents, She Rents: The Ultimate Guide to the Best Women's Films and Guy Movies
- 2001: Hollywood Urban Legends: The Truth Behind All Those Delightfully Persistent Myths of Films, Television, and Music
- 2001: Urban Legends: The Truth Behind All Those Deliciously Entertaining Myths That Are Absolutely, Positively, 100% Not True
- 2003:  Ten Sure Signs a Movie Character is Doomed, and Other Surprising Movie Lists
- 2005: Schlock Value: Hollywood At Its Worst
- 2006: Sox and the City: A Fan's Love Affair with the White Sox from the Heartbreak of '67 to the Wizards of Oz
- 2008: Debunked!: Conspiracy Theories, Urban Legends, and Evil Plots of the 21st Century